# ماريو كومر
ماريو كومر (بالألمانية: Mario Kummer) مواليد 6 مايو 1962 في تورينغن، ألمانيا الشرقية، هو دراج ألماني سابق. سبق أن شارك في دورة الألعاب الأولمبية الصيفية وفاز بميدالية أولمبية.

## سجل النتائج

### سباقات أو مراحل فاز بها
- بطولة العالم لسباق الدراجات على الطريق

## الميداليات
| الميدالية | المسابقة                       |
| --------- | ------------------------------ |
| ذهبية     | الألعاب الأولمبية الصيفية 1988 |

## روابط خارجية
- ماريو كومر على موقع أرشيف الدراجات (الإنجليزية)
- ماريو كومر على موقع إحصائيات الدراجات الإحترافية (الإنجليزية)
- ماريو كومر على موقع CycleBase (الإنجليزية)
- ماريو كومر على موقع أوليمبيديا (الإنجليزية)